# Gabriel Gómez
Gabriel Jaime Gómez Jaramillo (Medellín, 8 dicembre 1959) è un ex calciatore colombiano, di ruolo centrocampista. Ha giocato due mondiali con la Colombia, Italia 1990 e Stati Uniti 1994.

## Carriera

### Club
Nel 1981 debutta con l'Atlético Nacional di Medellín, dove gioca per cinque anni; nel 1987 passa al Club Deportivo Los Millonarios di Bogotà. Nel 1989 si trasferisce all'Independiente Medellín, dove però gioca solo una stagione prima di tornare alla squadra in cui ha militato per il maggior numero di stagioni, l'Atlético Nacional. Nel 1995 si ritira nell'Independiente Medellín. È il fratello minore dell'allenatore Hernán Darío Gómez.

### Nazionale
Con la nazionale di calcio della Colombia ha giocato 49 partite, segnando due volte e partecipando a tre edizioni della Copa América e a due edizioni dei Mondiali.

## Palmarès

### Club

#### Competizioni nazionali
- Campionato colombiano: 4

Nacional Medellín: 1981, 1991, 1994
Millonarios: 1988